# Włodzimierz Bełcikowski
Pour les articles homonymes, voir Bełcikowski.
Włodzimierz Bełcikowski (Belcikowski), né en 1874 à Owsijówce na Podolu, est un écrivain polonais de littérature fantastique. Le lieu de sa naissance reste un mystère. Il serait né quelque part en Podolie, ancienne région ayant en partie été polonaise. Mais ce qui est intéressant dans ce lieu, c'est que Jan Bełcikowski est lui aussi né en Podolie, à Owsijówka pod Berszadą. Ceci prête à croire en une possible parenté proche entre les deux hommes. Sa date de décès reste inconnue. Il a fait ses études à Odessa et à Cracovie.

## Lieu de naissance
Tout comme pour Jan Belcikowski, le lieu de naissance reste mystérieux. Cependant, aux vues des avancées faites sur le lieu de naissance de Jan, et remarquant la quasi-similitude de prononciation entre "Owsijówka" et "Owsijówce", on peut penser qu'il s'agit d'un seul et même endroit. Il faut bien prendre en compte que cette région est passée de pays en pays durant les derniers siècles et qu'en 1874, la Pologne était partagée entre Empire Austro-Hongrois et Empire Russe: ce qui a pu générer des confusions orthographiques ainsi que des traductions différentes.
Enfin, étant nés la même année et dans l'hypothèse d'un lieu de naissance commun, on peut se demander quels étaient les liens de parenté entre ces deux hommes.

## Sources
- (pl) Cet article est partiellement ou en totalité issu de l’article de Wikipédia en polonais intitulé « Włodzimierz Bełcikowski » (voir la liste des auteurs).